# Goede tijden, slechte tijden (seizoen 7)
Het zevende seizoen van Goede tijden, slechte tijden startte op 26 augustus 1996. Het seizoen werd elke werkdag uitgezonden op RTL 4. In december 2012 werd het volledige seizoen uitgebracht op dvd.

## Rolverdeling
Het zevende seizoen telde 200 afleveringen (aflevering 1146–1345)

### Vaste cast
| Acteur                   | Personage               | Afleveringen          |
| ------------------------ | ----------------------- | --------------------- |
| Reinout Oerlemans        | Arnie Alberts           | 1146–1178             |
| Ingeborg Wieten          | Suzanne Balk            | Hele seizoen          |
| Jette van der Meij       | Laura Alberts           | Hele seizoen          |
| Wilbert Gieske           | Robert Alberts          | Hele seizoen          |
| Babette van Veen         | Linda Dekker            | Hele seizoen          |
| Wim Zomer                | Daniël Daniël           | Hele seizoen          |
| Brûni Heinke             | Helen Helmink           | 1146–1270             |
| Bartho Braat             | Jef Alberts             | Hele seizoen          |
| Sabine Koning            | Anita Dendermonde       | Hele seizoen          |
| Guusje Nederhorst        | Roos Alberts            | Hele seizoen          |
| Caroline De Bruijn       | Janine Elschot          | Hele seizoen          |
| Paul Groot               | Stan Nijholt            | 1146–1150             |
| Jimmy Geduld             | Arthur Peters           | Hele seizoen          |
| Hilde de Mildt           | Sylvia Merx             | 1146–1262             |
| Wik Jongsma              | Govert Harmsen          | Hele seizoen          |
| Katja Schuurman          | Jessica Harmsen         | Hele seizoen          |
| Chris Jolles             | Dian van Houten-Alberts | Hele seizoen          |
| Ferri Somogyi            | Rik de Jong             | Hele seizoen          |
| Erik de Vogel            | Ludo Sanders            | Hele seizoen          |
| Angela Schijf            | Kim Verduyn             | Hele seizoen          |
| Anja Winter              | Mira Brandts Buys       | 1146–1181 • 1339–1345 |
| Cas Jansen               | Julian Verduyn          | 1159–1345             |
| Carola Gijsbers van Wijk | Wil de Smet             | 1146–1147 • 1240–1270 |

### Nieuwe rollen
De rollen die in de loop van het seizoen werden geïntroduceerd als belangrijke personages
| Acteur    | Personage        | Afleveringen |
| --------- | ---------------- | ------------ |
| Diana Sno | Mathilde Carillo | 1298–1345    |

### Terugkerende rollen
De rollen die in de loop van het seizoen terugkwamen na een tijd afwezigheid
| Acteur         | Personage     | Afleveringen |
| -------------- | ------------- | ------------ |
| Reyhan Erdogan | Fatima Yilmaz | 1146-1150    |